# Alexander Nikolajewitsch Engelhardt

Alexander Nikolajewitsch Engelhardt

Alexander Nikolajewitsch Engelhardt (russisch Алекса́ндр Никола́евич Энгельга́рдт; * 21. Julijul. / 2. August 1832greg. auf Gut Klimowo bei Smolensk; † 21. Januarjul. / 2. Februar 1893greg. im Dorf Batischtschewo bei Smolensk) war einer der Begründer der Agrochemie in Russland.

## Leben
Er war Angehöriger der baltischen Adelsfamilie Engelhardt, genauer ein Nachfahre des livländisch-deutschen Ritters Robert Engelhardt, der 1558 unter Iwan dem Schrecklichen in russische Gefangenschaft geriet, später den orthodoxen Glauben annahm und in Russland blieb. Die Familie spaltete sich in drei Zweige, den Petersburger, Smolensker und Jaroslawler.
Er besuchte ab 1853 die Michael-Artillerieakademie von Sankt Petersburg und wurde Leutnant der kaiserlich-russischen Garde-Artillerie. Im Krimkrieg (1853–56) hatte er sich als hervorragender Offizier erwiesen. Ab 1855 war er am neuen Arsenal in Sankt Petersburg Leiter der Kanonengießerei und der chemischen Laboratorien. Am dortigen Alexander-Lyzeum unterrichtete er auch Chemie. 1859 heiratete er Anna Nikolajewna Engelhardt. 1865 wurde er Professor der landwirtschaftlichen Chemie im Forstcorps-Institut in Sankt Petersburg. 1870 wurde ihm von der Universität Charkiw der Dr. h. c. verliehen.
Er war Publizist der Narodniki. Er schloss sich der Organisation Semlja i Wolja (Land und Freiheit) an. Wegen Verbreitung demokratischer Ideen verbannte der Zar ihn 1871 nach Batischtschewo.
Hier hatte er 618 Dessjatinen (je 1,1 ha) Land, darunter 88 Desjatinen Ackerland. Um darauf erfolgreich zu wirtschaften, musste er alle bekannten wissenschaftlichen Methoden ausnutzen. Innerhalb von 15 Jahren gelang es ihm, die Erträge zu verdoppeln.
Auf Wunsch des Satirikers Michail Jewgrafowitsch Saltykow-Schtschedrin, die gegenwärtige Lage im russischen Dorf zu schildern, veröffentlichte er Aus dem Dorf. 12 Briefe 1872–1887, die mehrfach aufgelegt wurden und auf die auch Lenin in seinem ersten größeren Werk Die Entwicklung des Kapitalismus in Russland (1896–99, während seines Exils) Bezug nahm.
Er kam zu der Überzeugung, dass sich nach der Beseitigung der Leibeigenschaft die Bauern- und Gutshöfen grundsätzlich verändern müssten. Wichtig seien intelligente Betriebsleiter und die Schaffung von Artel-Wirtschaften. Um Verluste gering zu halten, sprach er sich für die Verarbeitung landwirtschaftlicher Produkte auf Dorfebene anstatt in weit entfernten Fabriken aus.
Seine populären Artikel über Landwirtschaft, wie über chemische Düngemittel, veröffentlichte er meist in der Zeitschrift Otetschestwennye Sapiski. Er übersetzte auch Hofmanns Landwirtschaftliche Chemie.
Enge Beziehung unterhielt er zu Wladimir Iwanowitsch Wernadski und Wassili Wassiljewitsch Dokutschajew. Viele seiner Ideen wurden Anfang des 20. Jahrhunderts weiterentwickelt. Zu seinen Schülern zählten A. S. Jermolow (stellvertretende Minister für Landwirtschaft) und P. A. Kostytschew (zweite Direktor der Landwirtschaftsabteilung).

## Veröffentlichungen
- Fragen der russischen Landwirthschaft
- Die chemischen Principien der Landwirthschaft
- Die Geschichte meiner Gutswirthschaft